# 600
600 (DC) fue un año bisiesto comenzado en viernes del calendario juliano, en vigor en aquella fecha.
Es año 600 de la era común, del anno Domini y del primer milenio, el centésimo y último año del siglo VI y el primer año de la década de 600. 

## Acontecimientos
- El arado de vertedera es inventado en Europa oriental.
- Gregorio Magno -como papa Gregorio I- desarrolla el canto gregoriano.
- La población de la Tierra supera los 200 millones.
- La viruela llega a Europa por primera vez.
- Los monjes irlandeses predican en Escocia y Alemania.
- En Japón comienzan a construirse estatuas de Buda Gautama por la influencia china.
- La futura Indonesia se convierte al budismo.
- Destrucción de Joya de Cerén en El Salvador.
- Se desarrollan numerosas culturas en las costas adyacentes al Pacífico y la cordillera Oriental de Colombia. Esplendor de las culturas Quimbaya y Tierradentro.
- Se construyen en Persia los primeros molinos de viento; se usan para moler el grano y para la irrigación de cultivos.[1]
- Esplendor de la ciudad maya Uaxactún (a 18 kilómetros al norte de Tikal), sede de uno de los complejos astronómicos mayas más antiguos. Sus principales manifestaciones artísticas son unas enormes estelas decoradas con relieves.[1]

## Nacimientos
- Ali Ibn Abi Tálib, cuarto califa del Islam.
- Abundio religioso cristiano, santo.

## Fallecimientos
- Venantius Fortunatus poeta latino.
- Bayan I, rey de los ávaros.